# Alanopina deidrogenasi
La alanopina deidrogenasi è un enzima appartenente alla classe delle ossidoreduttasi, che catalizza la seguente reazione:
2,2′-iminodipropanoato + NAD+ + H2O ⇄ L-alanina + piruvato + NADH + H+
Nella reazione inversa, la L-alanina può esser sostituita da L-cisteina, L-serina o L-treonina. Anche la glicina può essere substrato, ma l'azione dell'enzima risulta molto lenta, a differenza di quanto accade per la strombina deidrogenasi (numero EC 1.5.1.22).